# Voitures Mistral 1969
Pour les articles homonymes, voir Mistral.

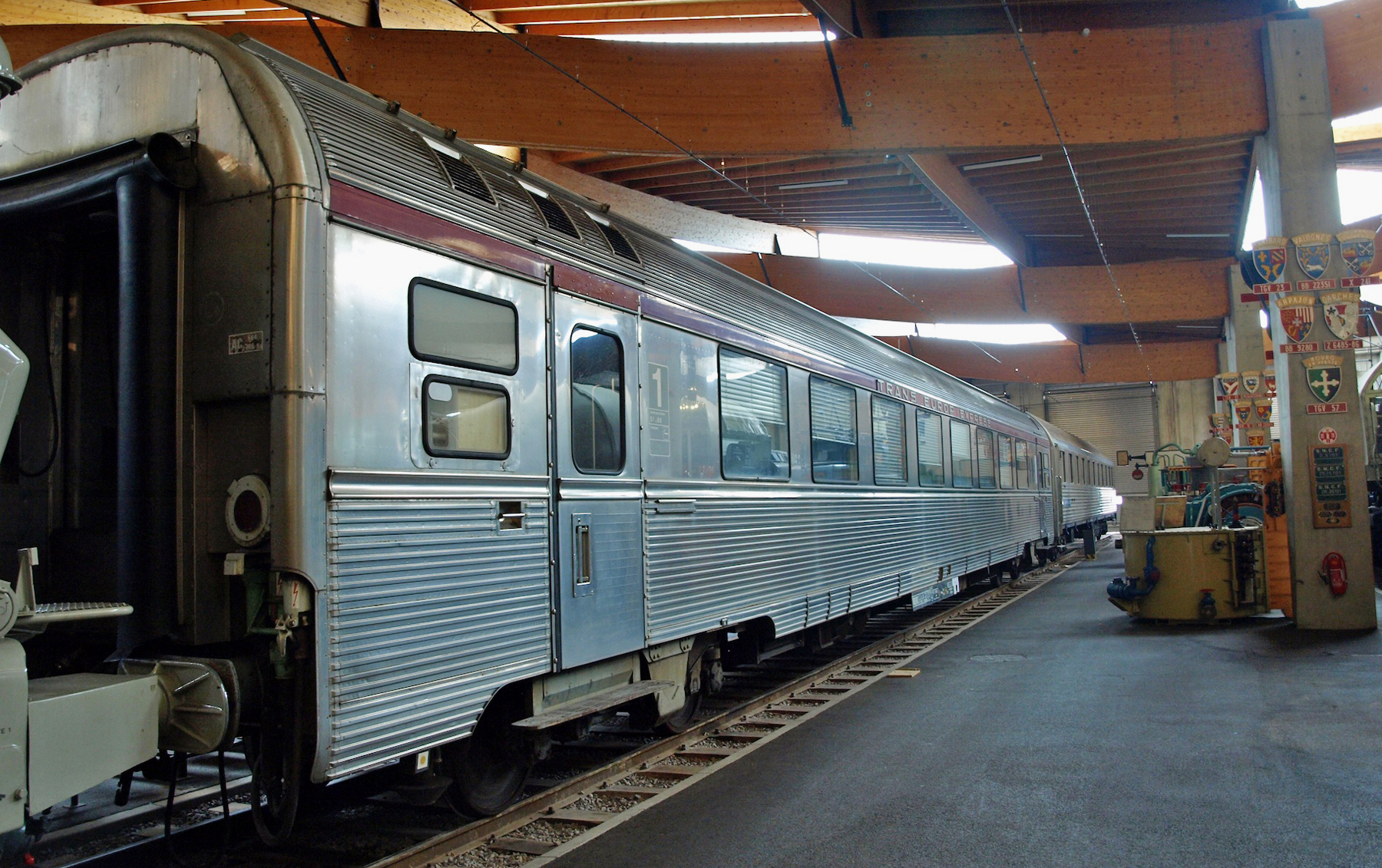
Voiture TEE Mistral 69 A^{8}tuj à la Cité du Train.

Les voitures voyageurs dites Mistral 69 sont issues d'une commande passée par la SNCF en 1969. 

## Commande
L'usage des TEE PBA donne pleinement satisfaction aux usagers. Aussi est-il décidé d'équiper le Mistral, rapide de Paris à Lyon, Marseille et Nice, en matériel de prestige digne du pool Trans-Europ-Express qu'il a intégré depuis 1965. Les aménagements nouveaux surpasseront les attentes de la clientèle la plus exigeante : secrétariat, boutique et salon de coiffure, outre le bar et le restaurant.
La commande reprend le même modèle que les TEE PBA, en apportant quelques modifications mineures. La plus visible concerne les baies plus hautes pour donner plus de lumière à l'intérieur. La courbure du toit est ainsi plus faible, afin de conserver l'espace pour le bandeau TEE en haut de caisse. Les bogies Y24 cèdent la place à des Y28 ou Y26. Par ailleurs, le fourgon est plus long et doté d'un groupe électrogène plus puissant. Ainsi, un seul suffit pour le train, là où il en fallait deux dès que le nombre de voitures dépassait huit sur les TEE PBA.
De plus, elles sont dotées d'une sonorisation aux normes UIC, codifiée "l" afin d'être compatibles avec, notamment, les voitures Grand-Confort, et non de type "Paris-Tourcoing", sonorisation qui nécessite un niveau en ligne plus élevé.
On dénombre selon les diagrammes :
- 39 A8tuj, à couloir central (à bogies Y28, incluant les voitures PBA), dont 6 ex PBA pour la SNCB et 5 pour les CFF ;
- 42 A8uj, à compartiments (Y28) ;
- 13 Vruj, voiture-restaurant (Y26) ;
- 5 A3rtuj, voiture-bar (Paris-Bruxelles-Amsterdam) (Y26) ;
- 4 Aruxj, voiture-bar (Mistral) (Y26) ;
- 19 A4Dtuxj, mixte fourgon (Y26).

soit un total de 122 voitures.

## Service
Jusqu'en 1981 et la reprise de la totalité du trafic Paris-Lyon-Méditerranée par les TGV, ces voitures sont principalement affectées aux relations TEE (Mistral, Lyonnais, Rhodanien, Cisalpin, Jules Verne) et également en renfort des relations desservies avec les voitures TEE PBA.

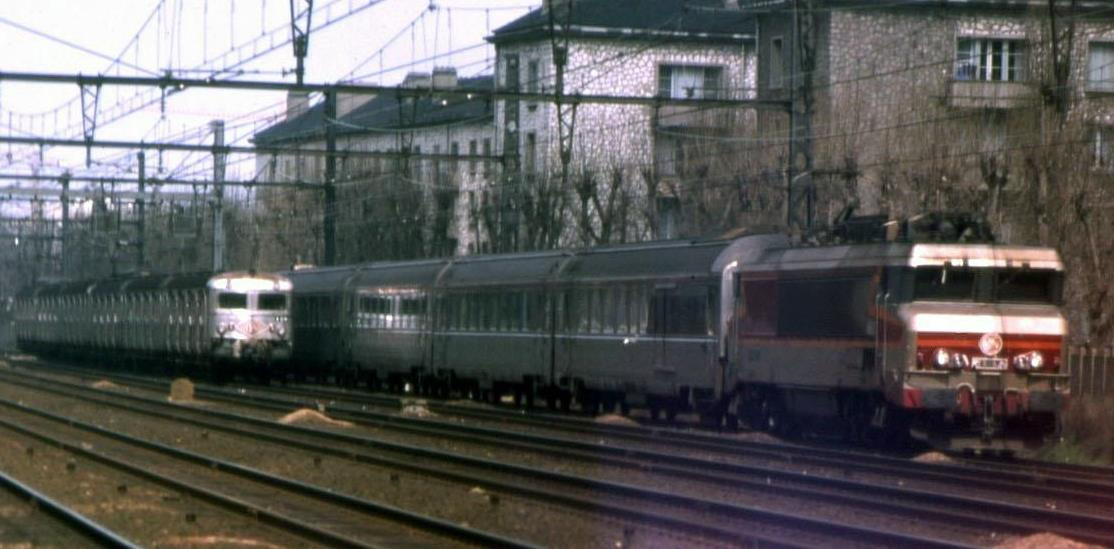
Le Cisalpin Paris-Milan en voitures TEE-Inox avec une CC 21000 à Maisons-Alfort - juin 1980

Le parc est déclassé de 1982 à 1984, les InterCity puis Eurocity à compter du 31 mai 1987 se substituant progressivement aux Trans-Europ-Express qui disparaissent totalement le 26 mai 1995 après une résurrection le 23 mai 1993 sur Paris - Bruxelles et versa à deux classes. L'hégémonie du tout nouveau TGV PSE dans le Sud-Est confine les voitures TEE 69 sur les réseaux Ouest, Nord et Est. Les relèvements de vitesse à l'Ouest pour préparer l'arrivée du TGV Atlantique, puis sa mise en service ont entraîné un redéploiement des voitures Grand Confort d'abord sur le Sud-Ouest puis sur l'Est dans le cadre des trains Euraffaires sur trois relations dans le dernier lien, amenant à un regroupement de tout le matériel inox TEE sur le réseau Nord à partir de l'été 1991.
Les premières radiations interviennent en 1992 et les voitures Mistral 1969 sont retirées du service à partir de juin 1996 hormis quelques fourgons générateurs utilisés jusqu'à fin 1997.
Le parc est définitivement écarté du service de transport de voyageurs en 1998 mais certaines voitures sont revendues à des réseaux étrangers, quelques-unes sont conservées par la SNCF pour la constitution d'une rame de Train-Expo et quelques exemplaires sont sauvés par des associations et la Cité du train.
Les voitures garées sans utilisation sont rapidement vandalisées et sont mises à la ferraille en 2006. 

## Réutilisation / Exemplaires préservés
- 4 exemplaires de voitures à couloir central ont été vendus au Gabon en 1997 pour assurer un service de prestige, suivis en 2006 de 5 voitures supplémentaires, à compartiments cette fois-ci.
- En 2000, 44 voitures TEE Inox de diverses tranches (PBA, TEE 64, TEE 66, TEE 70) ont été vendues à Cuba où elles assurent le Tren Francés (en) (littéralement le « train français »), train le plus prestigieux du pays, qui relie la Havane à Santiago de Cuba. 4 voitures supplémentaires ont été expédiées par la suite en guise de réserve de pièces.
- 13 voitures ont été conservées, et ont subi pour la plupart des réaménagements importants pour entrer dans la composition des Trains-Expo SNCF.
- La Cité du train préserve une voiture A8tuj[3] ainsi qu'un fourgon-générateur B3½Dtuxj.
- 3 voitures A4Dtux, A8 et A5rt sont préservées au Chemin de fer touristique du Haut Quercy.

Quelques voitures supplémentaires ont terminé leur carrière dans le parc de chemins de fer touristiques.

## Modélisme
En HO, des modèles réduits des voitures Mistral 69 sont ou ont été proposés par les marques HOrnby-acHO, Jouef et LS Models.